# Сьома поправка до Конституції США

Білль про права

Сьома поправка до Конституції США (англ. Seventh Amendment to the United States Constitution) набула чинності 15 грудня 1791 року і була частиною Білля про права. Вона встановлює положення загального права, справами якого повинен розглядати суд присяжних.

## Текст поправки
| Судові справи на підставі загального права, якщо розмір вимог перевищує двадцять доларів, належать суду присяжних, і жодна справа, розглянута судом присяжних, не повинна розглядатися вдруге у будь-якому суді Сполучених Штатів, інакше як згідно з нормами загального права. Оригінальний текст (англ.) In Suits at common law, where the value in controversy shall exceed twenty dollars, the right of trial by jury shall be preserved, and no fact tried by a jury, shall be otherwise re-examined in any Court of the United States, than according to the rules of the common law. |

## Цікаві факти
Ціна в 20 доларів до сьогоднішнього часу не змінювалася та не індексувалася. Але на практиці суди не застосовують дану практику для таких незначних сум.